# Les Oursinières

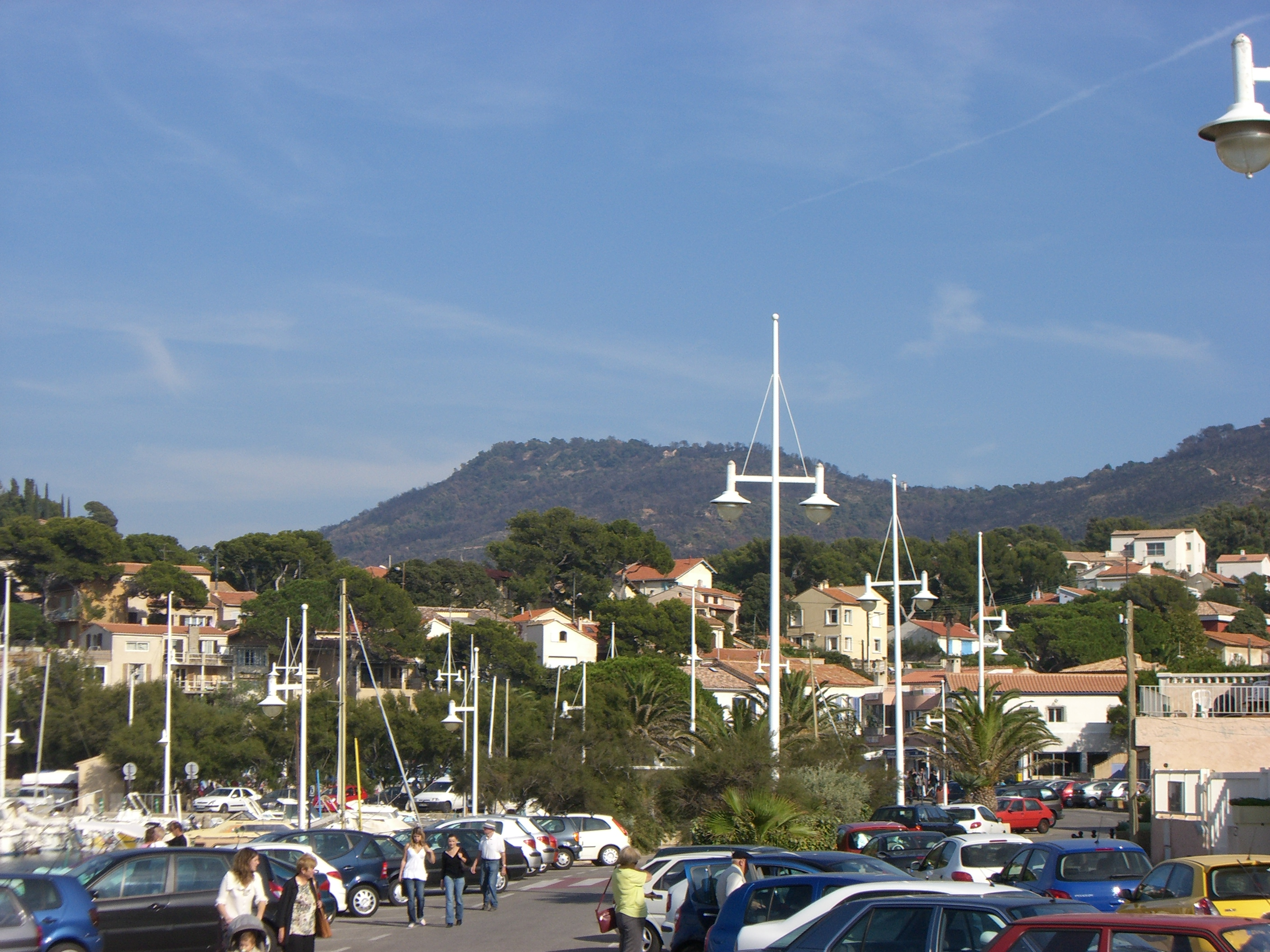
Le port des Oursinières

Les Oursinières est un hameau appartenant à la commune du Pradet, ville située dans le département du Var et la région Provence-Alpes-Côte d'Azur.
Les Oursinières est surtout connue pour son port typiquement méditerranéen, qui accueille notamment pendant la période estivale des milliers de plaisanciers.

## Monument
Une stèle, placée aux Oursinières le 11 avril 2011, honore la mémoire du capitaine de frégate Philippe Tailliez, pionnier avec Jacques-Yves Cousteau et Frédéric Dumas de la plongée sous-marine en scaphandre autonome.